# Василевка Первая
Василевка Первая (укр. Василівка Перша) — село, 
Гусаровского сельского совета,
Изюмского района,
Харьковской области.
Код КОАТУУ — 6320482505. Население по переписи 2001 г. составляет 283 (125/158 м/ж) человека.
Старожилы села утверждают, что во время Российской Империи, в селе был православный храм в районе Солодкой Горы. И на предположительном месте нахождения храма, во время земляных работ были обнаружены останки (предположительно, священника). Документальных подтверждений найти не удалось.

## Географическое положение
Село Василевка Первая находится в месте впадения реки Бычок в реку Сухой Торец.
На противоположном берегу реки Бычок находится село Василевка Вторая.
Село находится между железнодорожными станциями Гусаровка и Некременко.
Примыкает к селам
Гусаровка и
Новопавловка.

## Происхождение названия
В некоторях документах фигурирует название Васильевка Первая. Старинное название Донзас (Данзас).

## Экономика
- Птице-товарная и молочно-товарная фермы, есть отстойники. (Уже не существует)
- Сельскохозяйственное ООО Васильевское. (уже не существует)